# Secteur 5 (Bucarest)
Le secteur 5 est l'une des six divisions administratives de la ville de Bucarest, capitale de la Roumanie.

## Géographie
Le secteur s'étend sur 2 900 hectares dans la partie sud-ouest de la ville. Il est limitrophe des secteurs 1 au nord, 3 et 4 à l'est, et 6 au nord-ouest.

## Politique
| Parti                              | Sièges  |
| ---------------------------------- | ------- |
| Parti social-démocrate (PSD)       | 10 / 27 |
| Parti national libéral (PNL)       | 6 / 27  |
| Alliance USR-PLUS (USR-PLUS)       | 5 / 27  |
| Parti du pouvoir humaniste (PPUSL) | 5 / 27  |
| Parti Mouvement populaire (PMP)    | 2 / 27  |

### Liste des maires
| Nom                      | Parti | Parti | Début du mandat | Fin du mandat |
| ------------------------ | ----- | ----- | --------------- | ------------- |
| Nicolae Bâzoi            |       | PNL   | 1992            | 1996          |
| Călin Cătălin Chiriță    |       | PNL   | 1996            | 2000          |
| Marian Vanghelie         |       | PSD   | 2000            | 2015          |
| Dan Iulian Croitoru      |       | ALDE  | 2015            | 2016          |
| Daniel Florea            |       | PSD   | 2016            | 2020          |
| Cristian Popescu Piedone |       | PPUSL | 2020            | 2024          |